# Internationales Jahr der ruhigen Sonne

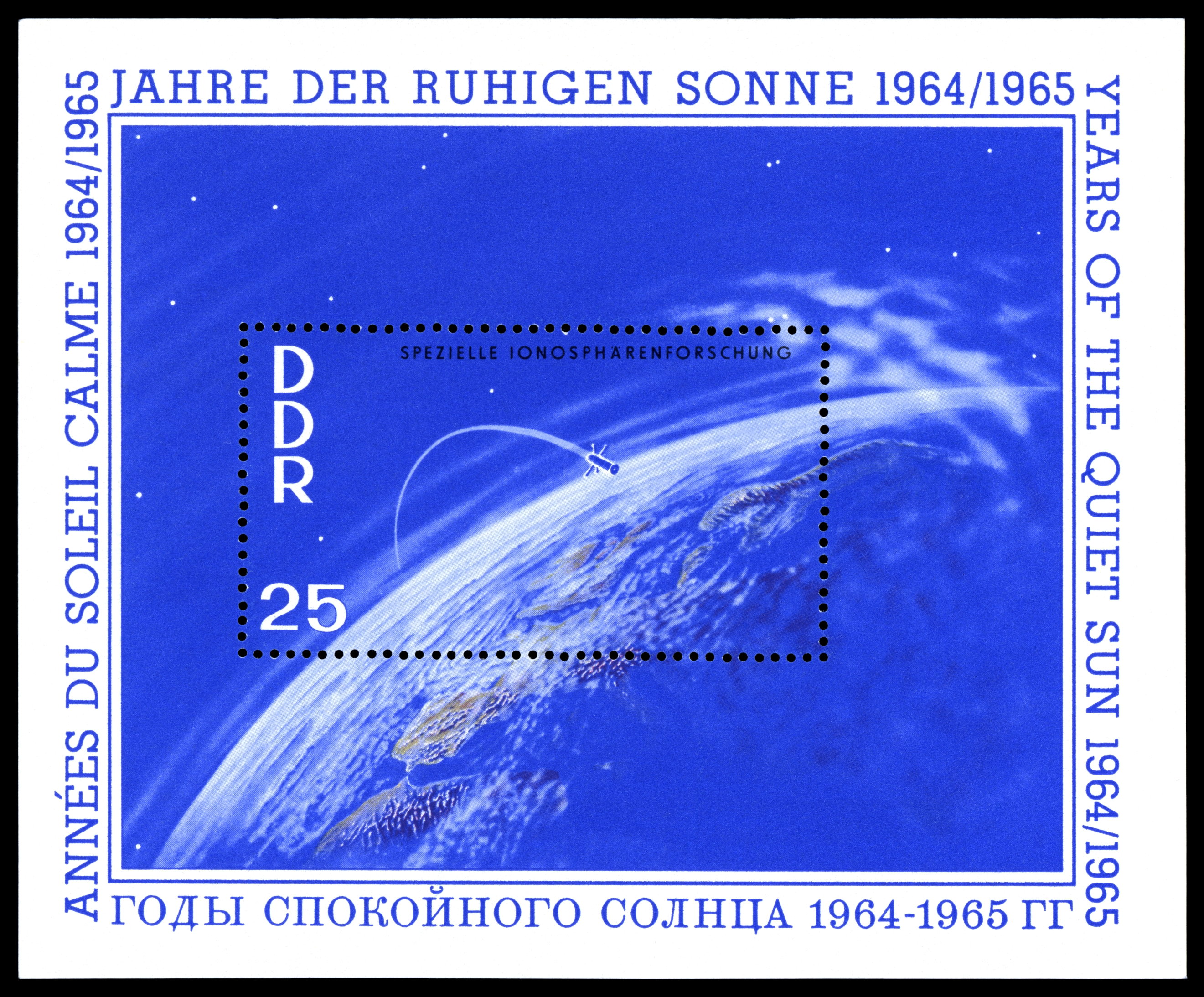
Briefmarkenblock der DDR 1964

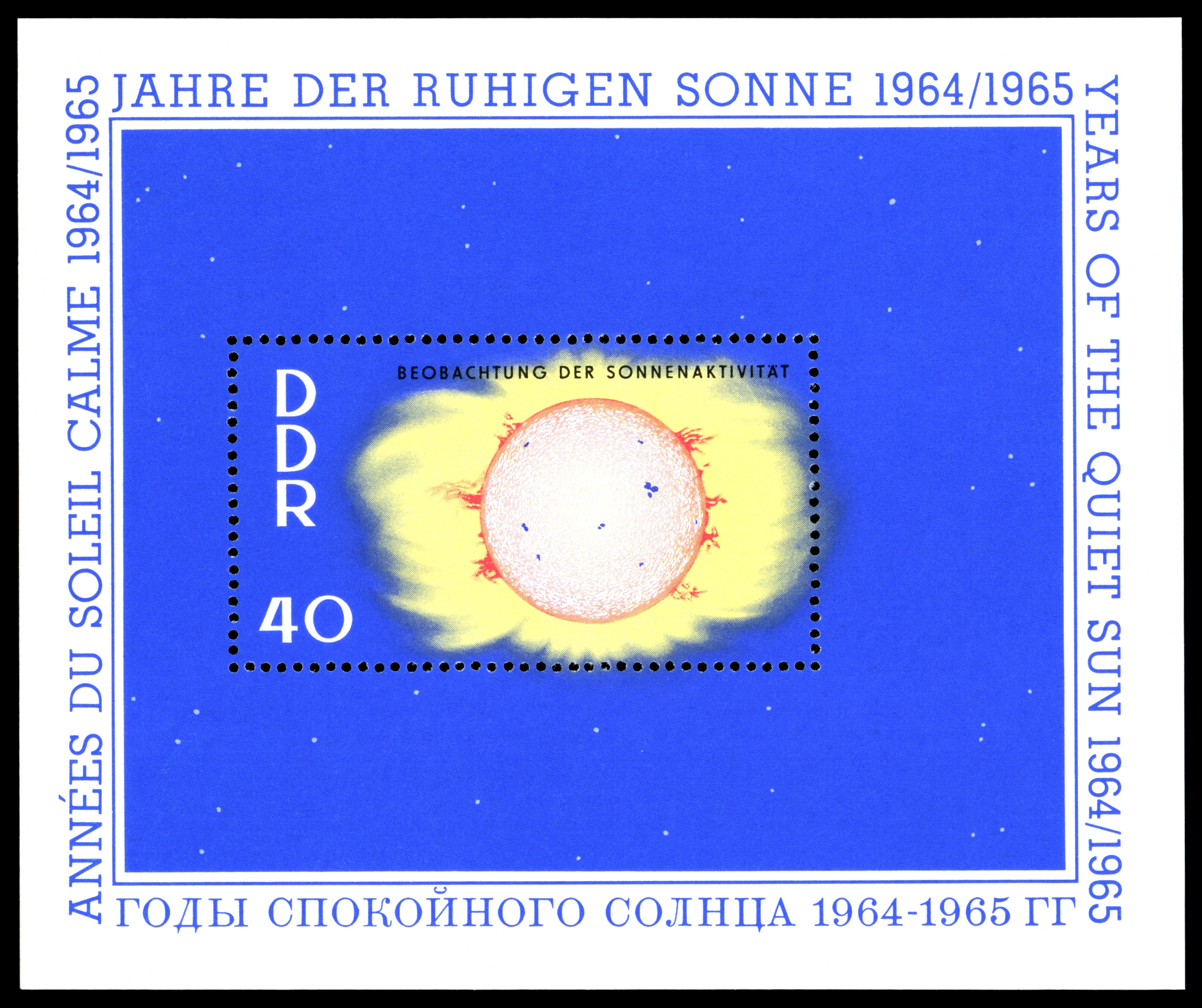
Briefmarkenblock der Deutschen Post der DDR 1964

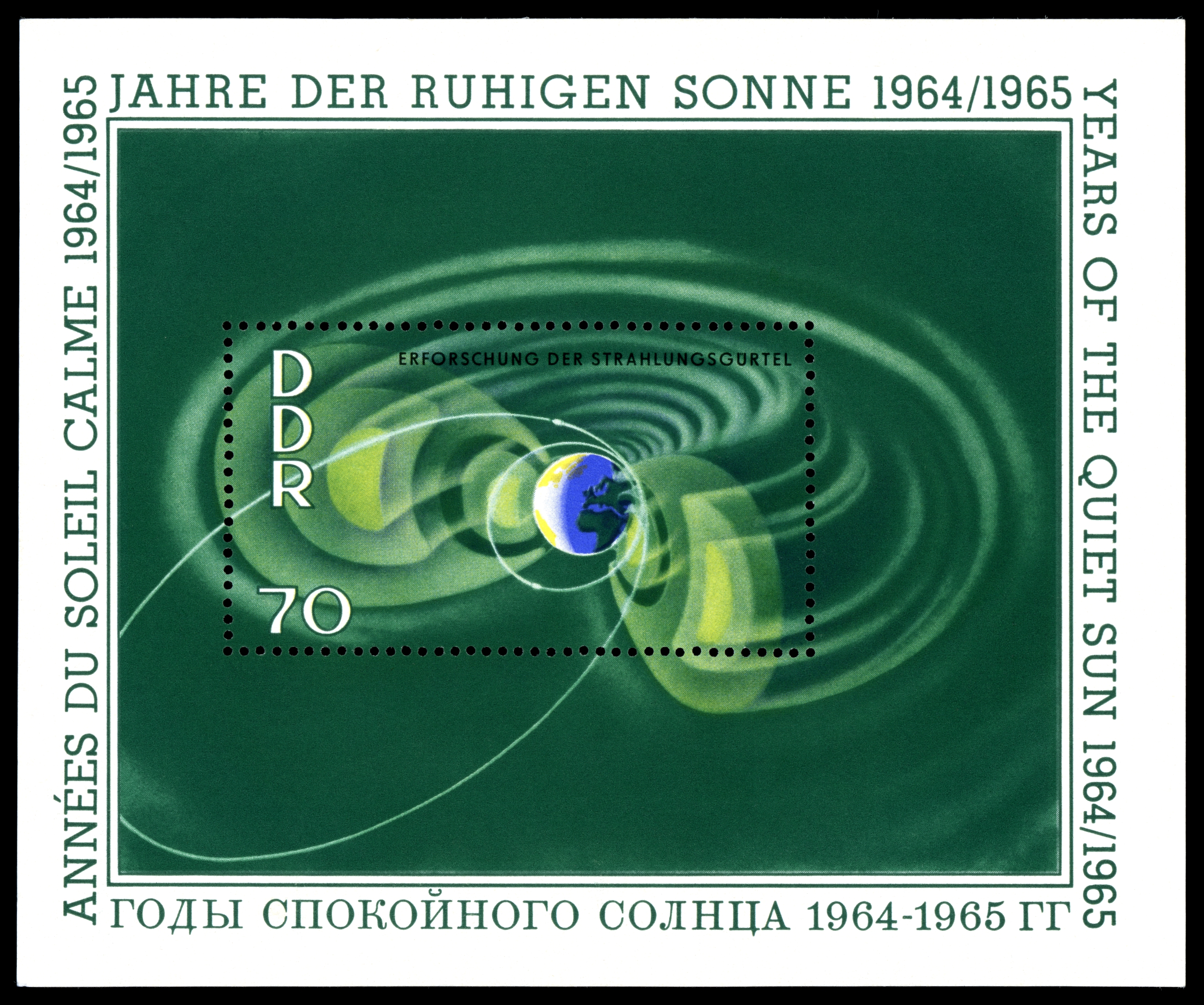
Briefmarkenblock der Deutschen Post der DDR 1964

Das Internationale Jahr der ruhigen Sonne 1964/1965 (IJRS bzw. englisch International Year of the Quiet Sun, 1964/1965, IQSY; auch Internationale Jahre der ruhigen Sonne, International Years of the Quiet Sun) war ein internationales Forschungsprojekt zur Untersuchung des Einflusses der Sonnenaktivität auf die Erde während eines Sonnenflecken-Minimums.

## Geschichte
Zum Studium geophysikalischer Phänomene wurde das Internationale Geophysikalische Jahr 1957/58 während der Zeit eines Sonnenflecken-Maximums ins Leben gerufen. Um den Einfluss der Sonnenaktivität während der ruhigen Phase des elfjährigen Zyklus  zu studieren, wurde unter der Koordination des International Council of Scientific Unions in der folgenden Periode eines Sonnenfleckenminimums vom 1. Januar 1964 bis 31. Dezember 1965 das „Internationale Jahr der ruhigen Sonne“ durchgeführt. Weltweit wurden intensive internationale Beobachtungsprogramme in fast allen Zweigen der Geophysik durchgeführt, solare und geophysikalische Phänomene wurden durch Observatorien in aller Welt sowie mit Hilfe von Raumfahrzeugen untersucht.
Am internationalen Forschungsprojekt „Jahr der ruhigen Sonne“ wirkten u. a. polare Forschungsstationen in der Antarktis mit. Hier wurde das Hauptaugenmerk auf Messreihen über das Polarlicht, die Ionosphäre, das Erdmagnetfeld und auf meteorologische Daten gelegt.

## Teilnehmer
Insgesamt nahmen über 70 Nationen am IQSY teil. Hauptsächlich waren es Länder wie z. B. Argentinien, Australien, Belgien, Chile, Großbritannien, Frankreich, Neuseeland, Südafrika, die Sowjetunion und die USA, die bereits am Internationalen Geophysikalischen Jahr mitgewirkt hatten.